# Sabine Güntherová
Sabine Güntherová, rozená Riegerová (* 6. listopadu 1963, Jena, Durynsko) je bývalá východoněmecká atletka, sprinterka, jejíž hlavní disciplínou byl běh na 200 metrů.

## Kariéra
První mezinárodní úspěchy zaznamenala v roce 1981 na juniorském mistrovství Evropy v nizozemském Utrechtu, kde získala dvě zlaté medaile (200 m, 4 × 100 m). O rok později vybojovala na evropském šampionátu v Athénách v čase 22,51 s bronzovou medaili v běhu na 200 metrů a zlato v krátké štafetě. Dne 6. října 1985 na světovém poháru v australské Canbeře byla členkou štafety, která zaběhla nový a dosud platný světový rekord 41,37 s v závodě na 4 × 100 metrů. Na rekordu se dále podílely Silke Gladischová, Marlies Göhrová a Ingrid Auerswaldová.
Na ME v atletice 1986 ve Stuttgartu postoupila rovněž do finále dvoustovky, kde doběhla na 7. místě (22,98 s). Sedmá skončila také na následujícím evropském šampionátu ve Splitu, kde trať zaběhla v čase 22,51 s. Stříbro a zlato vybojovaly její krajanky Heike Drechslerová (22,19 s) a Katrin Krabbeová (21,95 s).
V roce 1992 reprezentovala na letních olympijských hrách v Barceloně, kde skončila v běhu na 200 metrů ve čtvrtfinále. Ve štafetovém běhu na 4 × 100 metrů, kde běžela poslední úsek, vybojovala pro německé kvarteto 5. místo.

## Osobní rekordy
- 100 m - 11,19 s - 22. září 1985, Berlín
- 200 m - 22,37 s - 26. června 1982, Chotěbuz